# Гунар Грен
Гунар Грен (на шведски: Gunnar Gren) е шведски футболист и треньор, в миналото част от прочутото „Гре-но-ли“ трио нападатели на АК Милан и от националния отбор по футбол на Швеция.
Смятан е за един от най-великите шведи на всички времена. През кариерата си печели няколко трофея, сред които шведското първенство с ИФК Гьотеборг. Награден е с приза Гулдболен през 1946 г. През 1949 г. се присъединява към АК Милан и става „Гре“ частта от известното „Гре-Но-Ли“ трио със своите съотборници и сънародници Гунар Нордал ('Но') и Нилс Лидхолм ('Ли').
Грен прави дебюта си за националния отбор на 29 август 1940 г. при победата над Финландия с 3 – 2. Последното му участие е на 26 октомври 1958 г. срещу Дания с резултат 4 – 4. Тогава Грен е на 36 години и 360 дни. Той още е член на отбора, когато отборът му печели сребърен медал на Световното първенство по футбол 1958 г. Най-силно впечатление прави в полуфиналния мач на турнира, когато с негов гол е отстранен защитаващият титлата отбор на Западна Германия. С националния отбор на Швеция Грен има зад гърба си 57 мача с 32 отбелязани гола.
Грен умира 10 дни след 71-вия си рожден ден и е погребан в Гьотеборг, лен Вестра Йоталанд в родната си страна.

## Външни прапратки
- Профил Архив на оригинала от 2008-03-18 в Wayback Machine.
- Международни прояви и голове – от Роберто Мамрут, RSSSF